# 指向礁
指向礁位于南沙群岛东南部，南乐暗沙以东，半月礁西南约19海里，紧邻南沙海槽。1935年中华民国水陆地图审查委员会公布的名称为“方向礁”，1947年中华民国内政部方域司公布的名称和1983年中华人民共和国中国地名委员会公布的标准名称均为“指向礁”。西方文献一般称为、或。